# Porosana juanalis
Porosana juanalis là một loài bướm đêm trong họ Noctuidae.